# Šoupálek krátkoprstý
Šoupálek krátkoprstý (Certhia brachydactyla) je malý zpěvný pták z čeledi šoupálkovitých. 
Je obtížně odlišitelný od příbuzného šoupálka dlouhoprstého, na rozdíl od něj však vyhledává spíše nížinné listnaté lesy. Nejsnáze lze tyto druhy rozeznat podle zpěvu.

## Popis
Dorůstá délky 12–13,5 cm s rozpětím křídel 18–21 cm a hmotností 8–12 g. Má výrazný, dolů zahnutý úzký zobák, který je o trochu delší než u šoupálka dlouhoprstého. Křídla jsou krátká a široká. Svrchní část těla je hnědá s podélnými černými a bílými skvrnami. Toto zbarvení slouží jako maskování, díky kterému je šoupálek na kůře stromu obtížně rozeznatelný. Spodní část těla je světlá, boky jsou zbarveny více do hněda než má šoupálek dlouhoprstý. Dalšími rozlišovacími znaky může být užší nadoční proužek, celkově tmavší zbarvení, nepatrně rozdílná kresba na křídlech, jednobarevná ocasní pera a delší dráp na zadním prstu. Všechny tyto rozdíly jsou však velmi nepatrné a obtížně se určují.
Není vyloučeno příležitostné křížení tohoto druhu s šoupálkem dlouhoprstým.

### Zpěv
Zpěv je kratší než u šoupálka dlouhoprstého, tóny jsou výrazněji oddělené a méně plynulé. Zpěv se přepisuje se jako „týtýtytyroit” nebo „týt i-tu i-tititt“. Tento zpěv se stereotypně opakuje ve tónině. Poplašné nebo výstražné volání je hlasité, ostré „tyt“ opakující se v rychlých sériích.
Vábení je hlasité „ty ty tyt“ nebo „týt týt týt“ podobné sýkoře uhelníčkovi. Někdy také tišší „sit sit“, občas „srri“ podobné vábení šoupálka dlouhoprstého.

## Rozšíření
Šoupálek krátkoprstý je stálý. Je rozšířen v západní, střední a jižní Evropě, v severní Africe, v Malé Asii a ve Velkém Kavkazu. V České republice se vyskytuje nesouvisle v nižších polohách. 
Populace v Česku je stabilní, evropská populace zřejmě mírně roste, ačkoli kácení starých listnatých lesů by mohlo vést k úbytku tohoto druhu.

## Způsob života a ekologie
Vyskytuje se nejvíce v nížinných oblastech. Obývá listnaté nebo smíšené lesy, vyskytuje se také v parcích a zahradách. Typické jsou pro něj lužní lesy. Při pátrání po potravě dává přednost starším stromům se zvrásněnou kůrou. Je velmi aktivní, pomocí silných drápků a opěrného ocasu šplhá po kmeni vzhůru a hledá potravu. 
Je to stálý druh, v zimě se však může potulovat na krátké vzdálenosti okolo hnízdiště. Někdy se v zimě sdružuje s hejny jiných ptáků, jako jsou sýkory nebo střízlíci.

### Potrava
Stejně jako šoupálek dlouhoprstý se živí hmyzem, jeho vajíčky, kuklami a larvami i jinými bezobratlými živočichy. Příležitostně se živí i semeny. Potravu hledá na kmenech a silnějších větvích stromů, občas i na zdech budov nebo na skalách.

## Rozmnožování
Hnízdo staví ve výšce do 16 metrů nad zemí ve štěrbinách za odchlíplou kůrou, v dutinách a polodutinách na stromech, někdy také ve štěrbinách na zdech budov. Příležitostně je skryto ve vegetaci, například v břečťanu. Má základ z větviček, kusů kůry i jiného materiálu a je vystláno mechem, rostlinným materiálem, srstí nebo peřím. 
Šoupálek krátkoprstý klade šedavá, hnědočerveně skvrnitá vejce, na kterých sedí pouze samice, a to až 15 dní. Mláďata jsou následně krmena oběma rodiči.
- Vejce šoupálka krátkoprstého
- Hnízdní štěrbina šoupálka
- Šoupálek krátkoprstý